# Козирка (село)
Кози́рка — село в Україні, у Радсадівській селищній громаді Миколаївського району Миколаївської області. Населення — 1099 осіб.

## Історія
Перші офіційні згадки про населений пункт, який знаходився на території сучасного села Козирка, знайдені на польській карті, яку склав відомий італійський картограф Річчі Заноні (Rizzi Zannoni) у 1767 році. На той час ця територія належала Османській імперії. На карті позначено поселення ногайських татар під назвою Капи-Кулі-Калеси.
Село Козирка засноване у 1800 році.

## Населення
За переписом УРСР 1989 року чисельність наявного населення села становила 1092 особи, з яких 537 чоловіків та 555 жінок.
За переписом населення України 2001 року в селі мешкало 1097 осіб.

### Мова
Розподіл населення за рідною мовою за даними перепису 2001 року:
| Мова       | Відсоток |
| ---------- | -------- |
| українська | 80,53 %  |
| російська  | 17,29 %  |
| молдовська | 1,27 %   |
| білоруська | 0,36 %   |
| вірменська | 0,27 %   |
| болгарська | 0,09 %   |

## Інфраструктура
- Середня загальноосвітня школа I—III ступенів[5]
- Дитячий садок «Колобок»[6]
- Сільська амбулаторія[6]
- Будинок культури[6]
- Церква Георгія Побідоносця Української православної церкви (МП)[7].

## Пам'ятки
Навколо села розташована ціла низка археологічних пам'яток місцевого значення. Городище Козирка І занесене до Державного реєстру нерухомих пам'яток України національного значення.
| Пам'ятка                      | Розташування | Примітки | Рішення про взяття під охорону                     |
| Городище Козирка І            | На південній околиці села Козирка, на високому плато правого берега Бузького лиману, зі сторони поля обмежено ровом і валом. | Загальна площа його 4,8 га, потужність культурного шару 0,7-1,4 м. Відкрите Олексієм Уваровим у 1848 році. Перші розвідкові роботи проведені Буго-Дніпровською експедицією у 1949—1950 роках. Планомірні розкопки проводилися загоном Ольвійської експедиції під керівництвом Анатолія Буракова у 1954—1967 роках. Досліджені оборонні споруди, житловий квартал з вулицями та різними будинками. Також отриманий різноплановий речовий матеріал — кераміка, вироби з металу, кісток, каменю і скла, який датується римським періодом. Верхній шар городища належить до поселення черняхівської культури. Матеріали зберігаються у фондах Інституту археології НАН України і Ольвійського заповідника. | Рішення № 357(542). Постанова КМУ № 928(140026-Н). |
| Поселення Козирка II          | За 350 м на північний схід від села Козирка, на плато високого берега лиману.                                                | Значна частина поселення зруйнована. Зафіксовано загоном Ольвійської експедиції у 1932 році. Охоронні розкопки проводив загін Миколаївського краєзнавчого музею у 1975 році. Досліджувалося периферійним загоном Ольвійської експедиції Ленінградського відділення Інституту археології РАН у 1974—1977 роках. Розкопки тривали на 750 м². Поселення двошарове, знайдено фрагменти різноманітної кераміки і ливарну форму для виготовлення прясел. У верхньому шарі знайдено будівельні комплекси та 46 господарських ям. У 1985—1987 роках на північному краю поселення здійснена спроба розкопок зольного пагорба, в якому знайдено чимало керамічного матеріалу. Поселення датується архаїчним та елліністичним часом. Матеріали зберігаються у фондах Інституту археології НАН України, Миколаївського краєзнавчого музею та Ленінградського відділення Інституту археології РАН. | Рішення № 370 (1155)                               |
| Поселення Козирка III         | На західній околиці села Козирка, на лівому схилі Козирської балки, за 0,4 км від правого берега лиману.                     | Відкрите Володимиром Рубаном у 1974 році. Площа — 1,5 га, культурний шар — 0,5 м. Зібрано підйомний матеріал, який зберігається у фондах Миколаївського краєзнавчого музею. Датується архаїчним та елліністичним часом. | Рішення № 370 (1156)                               |
| Поселення Козирка IV          | На лівому схилі Козирської балки, за 0,4 км на північний захід від околиці села Козирка та 1,3 км від берега лиману.         | Відкрите Володимиром Рубаном у 1974 році. Площа поселення — 1,5 га, задерноване. Зібрані численні уламки амфор. Датується архаїчним часом. Матеріали зберігаються у фондах Миколаївського краєзнавчого музею. | Рішення № 216 (1103).                              |
| Поселення Козирка V           | Розташоване на лівому схилі Козирської балки, за 0,6 км на північний захід від села Козирка.                                 | Відкрите А. В. Бураковим у 1954 році. У тому ж році невеличкі розкопки провела Ю. І. Козуб. Площа поселення — 1,5 га, культурний шар — 0,9 м. Розкопані три циліндричні ями, чимало керамічного матеріалу і скарб монет-дельфінчиків. Датується архаїчним часом. Матеріали зберігаються у фондах Інституту археології НАН України. | Рішення № 370 (1157).                              |
| Поселення Козирка VI          | За 0,6 км на північ від села Козирка, на плато, за 0,3 км на захід від лиману.                                               | Відкрите Волтдимиром Рубаном у 1974 році. Площа — 0,03 га, культурний шар розораний. Зібрані фрагменти амфор, а також п'ять рибальських грузил. Датується архаїчним часом. Матеріали зберігаються у фондах Миколаївського краєзнавчого музею. | Рішення № 216 (1104).                              |
| Поселення Козирка VII         | За 0,8 км на північ від села Козирка, на плато, за 0,3 км на захід від лиману.                                               | Майже повністю зруйновано кар'єром. Відкрите Володимиром Рубаном у 1974 році, ним же проведені невеличкі розкопки. Площа, яка залишилася, складає 100 м², культурний шар — 0,5 м. Знайдені залишки напівземлянки, шматки глиняної обмазки, фрагменти амфор. Датується архаїчним часом. Матеріали зберігаються у фондах Миколаївського краєзнавчого музею. | Рішення № 216 (1105).                              |
| Поселення Козирка VIII        | За 0,2 км на північний захід від села Козирка, на плато.                                                                     | Відкрите Володимиром Рубаном у 1974 році. Площа — 0,3 га, культурний шар розораний. Зібрано нечисельний керамічний матеріал, який датує пам'ятку елліністичним часом. Знахідки зберігаються у фондах Миколаївського краєзнавчого музею. | Рішення № 370 (1158).                              |
| Поселення Козирка IX          | За 0,7 км на південь від села Козирка, на мисі балки, за 1 км на захід від лиману.                                           | Відкрите Володимиром Рубаном у 1974 році. Площа — 2 га, потужність культурного шару — 1 м. Розкопувалося у 1979—1985 роках периферійним загоном Ольвійської експедиції. Знайдені 4 великі напівземлянки, залишки багатокамерного спорудження та близько 150 господарських ям. Зібрано велику кількість керамічного матеріалу і фрагменти гранітних зернотерток. Датується елліністичним часом. Матеріали зберігаються у фондах Інституту археології НАН України. | Рішення № 370 (1159).                              |
| Поселення Козирка X           | За 0,8 км на південний захід від села Козирка, на схилі балки, за 0,5 км на захід від берега лиману.                         | Відкрите Володимиром Рубаном у 1974 році. Площа — 1 га, культурний шар — 0,5 м. Зібрано фрагменти ліпної кераміки та кістки тварин. Датується пізньою бронзою. Матеріали зберігаються у фондах Миколаївського краєзнавчого музею. | Рішення № 216 (1106).                              |
| Поселення Козирка XI          | За 0,9 км на південь від села Козирка, на плато біля берега лиману.                                                          | Відкрите Вололимиром Рубаном у 1974 році. Площа — 1 га, культурний шар — 0,5 м. У 1979—1981 роках проведені невеличкі розкопки периферійним загоном Ольвійської експедиції. Розкриті залишки напівземлянки, наземної будівлі, ряд господарських ям, фрагменти кераміки. Датується архаїчним часом. Матеріали зберігаються у фондах Інституту археології НАН України. | Рішення № 216 (1107).                              |
| Козирка XII (Чупринова балка) | За 1,2 км на південь від села Козирка, на високому плато, обмеженому берегом лиману і Чуприновою балкою.                     | Відкрите загоном МКМ у 1926 році. Обстежувалося загонами Ольвійської експедиції у 1932 і 1979 роках, а також Нижньобузькою експедицією Ленінградського відділення Інституту археології РАН у 1985—1989 роках. Поселення двошарове. Знайдено залишки напівземлянок та наземних будівельних комплексів більш 60 господарських ям, багато кружальної та ліпної кераміки. Датується архаїчним та елліністичним періодами. Матеріали зберігаються у фондах Інституту археології НАН України і Ленінградського відділення Інституту археології РАН. | Рішення № 370 (1160).                              |
| Поселення Козирка XIV         | За 1 км на північ від села, на плато, та за 1,2 км від берега лиману, біля автошляху Миколаїв — Парутине.                    | Відкрите Володимиром Рубаном у 1978 році. Площа — 0,5 га, культурний шар невизначений. Зібрані фрагменти кераміки. Датується архаїчним часом. Матеріали зберігаються у фондах Миколаївського краєзнавчого музею. | Рішення № 216 (1109).                              |
| Поселення Козирка XV          | За 0,7 км на північ від села Козирка, на плато, за 1 км від берега лиману.                                                   | Відкрите Володимиром Рубаном у 1978 році. Площа — 0,35 га, культурний шар розораний. На поверхні простежені плями напівземлянок та господарських ям, зібрано керамічний матеріал. Датується архаїчним часом. Матеріали зберігаються у фондах Миколаївського краєзнавчого музею. | Рішення № 216 (1110).                              |
| Поселення Козирка XVI         | Розташоване на північно- західній околиці с. Козирка, на плато лівого берега Козирської балки.                               | Відкрите Володимиром Рубаном у 1978 році. Площа — 0,5 га, культурний шар не досліджений. Знайдено велику кількість різноманітної кераміки. Датується архаїчним часом. Матеріали зберігаються у фондах Миколаївського краєзнавчого музею. | Рішення № 507 (1140).                              |
| Літовка Козирка XVII          | За 0,5 км на захід від села Козирка, на північному схилі Козирської балки.                                                   | Відкрите Володимиром Рубаном у 1978 році. Площа — 0,06 га, культурний шар не простежується. Знайдена невелика кількість кружальної кераміки. Датується архаїчним часом. Матеріали зберігаються у фондах Миколаївського краєзнавчого музею. | Рішення № 507 (1141).                              |
| Поселення Козирка XVIII       | За 0,6 км на захід від села Козирка, на правому схилі Козирської балки.                                                      | Відкрите Володимиром Рубаном у 1978 році. Площа — 0,5 га, культурний шар переораний. Зібрано невелику кількість гончарної кераміки. Датується архаїчним часом. Матеріали зберігаються у фондах Миколаївського краєзнавчого музею. | Рішення № 507 (1142).                              |
| Поселення Козирка XIX         | За 0,9 км на північний захід від села Козирка, на правому схилі Козирської балки.                                            | Відкрите Володимиром Рубаном у 1978 році. Площа — 0,5 га, культурний шар переораний. Зібрано невелику кількість кераміки архаїчного часу. Матеріали зберігаються у фондах Миколаївського краєзнавчого музею. | Рішення № 507 (1143).                              |
| Поселення Козирка XX          | За 1,1 км на північний захід від села Козирка, на правому схилі Козирської балки.                                            | Відкрите Володимиром Рубаном у 1978 році. Площа — 0,05 га, культурний шар розораний. Зібрано багато фрагментів амфор і фрагменти гранітних зернотерток. Датується архаїчним часом. Матеріали зберігаються у фондах Миколаївського краєзнавчого музею. | Рішення № 507 (1144).                              |
| Поселення Козирка XXII        | За 1,5 км на південь від села Козирка, на плато біля берега.                                                                 | Відкрите Володимиром Рубаном у 1978 році. Площа — 0,2 га, культурний шар розораний. Зібрані фрагменти амфор, мисок, зернотерток та гранітний розтиральник. Датується архаїчним часом. Матеріали зберігаються у фондах Миколаївського краєзнавчого музею. | Рішення № 507 (1145).                              |
| Поселення Козирка XXIII       | За 2,5 км на південь від села Козирка, на правому березі Бузького лиману.                                                    | Відкрите периферійним загоном Ольвійської експедиції у 1977 році. Площа — 0,5 га, культурний шар — 0,5 м. Зібрано підйомний матеріал, який датує поселення архаїчним часом. Матеріали зберігаються у фондах Інституту археології НАН України. | Рішення № 370 (1161).                              |
| Поселення Козирка XXV         | За 2 км на південь від села Козирка, на плато, за 1 км на захід від лиману.                                                  | Відкрите Володимиром Рубаном у 1978 році. Площа — 0,25 га, потужність культурного шару — 0,4 м. На поверхні видно виходи вапнякового каміння. Зібрано фрагменти амфор. Датується архаїчним часом. Матеріали зберігаються у фондах Миколаївського краєзнавчого музею. | Рішення № 507 (1146).                              |
| Курганна група                | За 2 км на південний захід від села Козирка, на орному полі.                                                                 | Група складається з 6 курганів заввишки від 1 до 0,3 м, діаметром 15-10 м. Всі розорюються. | Рішення № 216 (1099).                              |
| Курган № 1                    | На південній околиці села Козирка.                                                                                           | Висота — 1 м, діаметр — 20 м, розорюється. | Рішення № 216 (1100).                              |
| Курган № 2                    | За 2,5 км на південь від села Козирка.                                                                                       | Висота — 2,5 м, діаметр — 30 м, задернований. | Рішення № 216 (1101).                              |
| Курган № 3                    | За 1 км на північний захід від села Козирка.                                                                                 | Висота — 3 м, діаметр — 40 м, задернований. | Рішення № 216(1102).                               |